# Villadabad
Villadabad o San Cibrán de Vila do Abade (llamada oficialmente San Cibrán da Vila de Abade) es una parroquia española del municipio de Tordoya, en la provincia de La Coruña, Galicia.

## Entidades de población
Entidades de población que forman parte de la parroquia:
- A Cruxeira
- A Cruz
- Aboi
- Barral (O Barral)
- Carballal (O Carballal)
- Carballeira de Abaixo (A Carballeira de Abaixo)
- Carballeira de Arriba (A Carballeira de Arriba)
- Casal da Devesa (O Casal da Devesa)
- Castro (O Castro)
- Cerdeiras (As Cerdeiras)
- Codesal (O Codesal)
- Costa (A Costa)
- Fontán (O Fontán)
- Igrexa (A Eirexe u O Tercio de Arriba)
- Outeiro (O Outeiro)
- Os Paraños
- Pedregáis (Os Pedregais)
- Pereira (A Pereira)
- Piñeiro
- Sares
- Tibianes (Tibiáns)
- Vilar (O Vilar)
- Vimieira (A Vimieira)

## Demografía
| Gráfica de evolución demográfica de Villadabad entre 2000 y 2019 |
|                                                                  |
| Datos según el nomenclátor publicado por el INE.                 |